# Découpage (cinema)
Il découpage è la tecnica con la quale il regista individua nella sceneggiatura le singole riprese da effettuare, le numera, e indica a margine il tipo di inquadratura che occorrerà. Il termine è utilizzato anche per indicare un metodo di analisi critica di un film, che esamina nel dettaglio la messa in scena operata dal regista.

## Definizione
Etimologicamente il termine découpage deriva dalla parola francese découper che significa frammentare.
Il découpage cinematografico è considerato come:
- Un’operazione tecnica: tagliare in piani e sequenze la sceneggiatura di un film per analizzarlo nel dettaglio. Questo documento è utilizzato dal team tecnico come strumento di lavoro ed è molto utile per visualizzare in modo rapido la struttura e la continuità del lavoro del film finito.
- Una questione estetica: il lavoro svolto dal direttore nel convertire la narrazione da letteraria a sceneggiata;
- Una teoria del cinema: il film finito e proiettato in sala.

## Storia
La storia del découpage cinematografico ha inizio nel 1908, periodo in cui generalmente la produzione del film veniva vista come una produzione industriale; dunque un’invenzione basata su necessità prevalentemente economiche.
Nel tempo si è sviluppata anche un’altra pratica a oggi molto diffusa, quella degli storyboard: una sorta di découpage tecnico, ma molto meno dettagliato, e realizzato però sullo stile dei fumetti, quindi uno strumento molto più grafico che tecnico.

## Utilizzo
L’utilizzo più diffuso e più noto del découpage è quello di razionalizzare le varie fasi del processo di fabbricazione del film. Infatti il découpage, suddividendo in varie sequenze la sceneggiatura, semplifica moltissimo il lavoro soprattutto nella fase di montaggio.
Inoltre, lo scopo del processo di découpage è quello di ricostruire lo script tecnico per consentire l'analisi delle decisioni di assemblaggio.
Nell'ambito della critica cinematografica il découpage è uno dei tanti metodi di analisi possibili. L'attenzione è concentrata sulla messa in scena, considerata l'anima del film e l'essenza del lavoro del regista. Il metodo consiste nell'analizzare ogni singola inquadratura, smontando letteralmente il film per risalire alle singole scelte operate dal regista, con lo scopo di capire il suo linguaggio, il suo modo di trasformare la sceneggiatura in un racconto per immagini. Gli elementi che si cerca di valutare sono:
- la composizione del "quadro", ossia la disposizione dei soggetti, le geometrie (vedi la "regola dei terzi" in fotografia), la prospettiva, il modo in cui l'ambiente è rappresentato nella sua plasticità e profondità, la presenza di "punti di interesse" che catturino l'attenzione dello spettatore, il modo in cui i bordi del quadro incorniciano la scena dando il taglio all'inquadratura (da non confondere con il taglio nel montaggio);
- l'insieme degli avvenimenti presentati dall'inquadratura, ossia cosa accade in quell'arco di tempo, come viene seguito il centro dell'azione con la macchina da presa, la distanza da esso e, di conseguenza, il grado di partecipazione dello spettatore;
- i movimenti di macchina, la loro funzione ed efficacia ai fini del racconto, la loro "trasparenza" agli occhi dello spettatore: come per il montaggio, è preferibile non appesantire la narrazione con virtuosismi eccessivi (anche se alcuni registi hanno fatto dell'eccesso il loro marchio di fabbrica);
- le scelte operate dal regista e dal montatore sulla durata dell'inquadratura e sul passaggio all'inquadratura successiva. Si analizza quindi l'"attacco" (il momento in cui l'inquadratura cambia) e la gestione del punto di interesse: per esempio, se nella nuova inquadratura rimane nello stesso punto, si parlerà di "attacco in asse";
- il montaggio di una singola sequenza, ponendo l'attenzione al ritmo, al fraseggio: se la messa in scena è il linguaggio filmico, le inquadrature le singole parole e il montaggio la grammatica, allora una sequenza altro non è che una frase di senso compiuto, di cui si può studiare significato, punteggiatura, scorrevolezza, ellissi, metafore e simbolismi nascosti, etc., proprio come in letteratura.

Come è intuibile non tutti gli spettatori sono in grado di analizzare un film con il découpage, essendo così tanti gli elementi tecnici da considerare. Lo spettatore medio, in effetti, concentra l'attenzione sulla storia raccontata e sui personaggi, senza badare alle finezze della regia. Il cinefilo e il critico, da parte loro, hanno nel découpage uno strumento utilissimo per approfondire l'analisi e scandagliare il "come" la storia è raccontata, andando a cercare gli elementi portanti che caratterizzano quel determinato regista e il suo essere autore dell'opera d'arte.